# Atylosia trichodon
Atylosia trichodon är en ärtväxtart som beskrevs av Stephen Troyte Dunn. Atylosia trichodon ingår i släktet Atylosia och familjen ärtväxter. Inga underarter finns listade i Catalogue of Life.